# ホセ・デレオン (1992年生の投手)
ホセ・エウヘニオ・デレオン・ドメネク（José Eugenio De León Domenech, 1992年8月7日 - ）は、プエルトリコのイサベラ出身のプロ野球選手（投手）。右投右打。MLBのボストン・レッドソックス傘下所属。

## 経歴

### プロ入りとドジャース時代
2013年のMLBドラフト24巡目（全体724位）でロサンゼルス・ドジャースから指名され、プロ入り。契約後、傘下のルーキー級アリゾナリーグ・ドジャースでプロデビュー。パイオニアリーグのルーキー級オグデン・ラプターズでもプレーし、この年は2球団合計で14試合（先発13試合）に登板して3勝5敗、防御率6.96、53奪三振を記録した。
2014年はルーキー級オグデンとA級グレートレイクス・ルーンズでプレーし、2球団合計で14試合（先発12試合）に登板して7勝0敗、防御率2.22、119奪三振を記録した。
2015年はA+級ランチョクカモンガ・クエークスとAA級タルサ・ドリラーズでプレーし、2球団合計で23試合に先発登板して6勝7敗、防御率2.99、163奪三振を記録した。
2016年は開幕をAAA級オクラホマシティ・ドジャースで迎え、16試合に先発登板して7勝1敗、防御率2.61、111奪三振を記録した。9月4日にメジャー契約を結んでアクティブ・ロースター入りした。同日のサンディエゴ・パドレス戦で先発してメジャー初登板すると、6回1失点、9奪三振の投球でメジャー初勝利を挙げた。最終的には4試合に先発登板し、勝ち運を味方に付けて2勝を挙げたものの、17回で被本塁打5、防御率6.35、FIP6.97・WHIP1.53と大炎上した。

### レイズ時代
2017年1月23日にローガン・フォーサイスとのトレードで、タンパベイ・レイズへ移籍した。開幕前の2月8日に指名投手枠で第4回WBCのプエルトリコ代表に選出された。
2018年はシーズン開幕前にトミー・ジョン手術を受けており、全休した。

### レッズ時代
2019年11月20日に後日発表選手とのトレードで、シンシナティ・レッズへ移籍した。
2021年7月19日にDFAとなり、23日に自由契約となった。

### ブルージェイズ傘下時代
2021年11月29日にトロント・ブルージェイズとマイナー契約を結んで、2022年のスプリング・トレーニングに招待選手として参加した。ここではメジャーに昇格する機会は無く、同年11月10日にFAとなった。

### ツインズ時代
2022年12月13日にミネソタ・ツインズとマイナー契約を結んだ。
2023年3月開催の第5回ワールド・ベースボール・クラシックのプエルトリコ代表に選出。13日、プールDの対イスラエル戦で先発登板し、5回2/3を無安打、無四球、10奪三振（WBC史上最多タイ記録）の快投を見せると、後続の3投手も完全投球を見せ、コールド勝ちの8回参考記録ながらワールド・ベースボール・クラシック初の完全試合を達成した。
2023年5月16日にメジャー契約を結んで、アクティブ・ロースター入りした。6月15日に右の屈筋を痛めた為、15日間の故障者リスト入りとなり、翌26日に2度目のトミー・ジョン手術を受けることを発表した。オフの10月23日にジョーダン・ルプロウらと共にFAとなった。同年は故障などに悩まされたこともあり、最終成績は12試合（先発1試合）に登板して勝ち星なしの1敗、防御率4.67、17奪三振という成績に留まった。
2024年は前年に受けた手術の影響でシーズンを全休した。オフの11月7日にはクリオージョス・デ・カグアスと契約を結び、自身の母国であるプエルトリコのウィンターリーグ、LBPRCに参加した。

### レッドソックス傘下時代
2025年1〜2月、カリブ海沿岸諸国のウィンターリーグ王者が集う国際大会・第67回カリビアンシリーズに、プエルトリコ代表インディオス・デ・マヤグエスの一員として出場した。シーズンでは3月4日にボストン・レッドソックスとマイナー契約を結んだ。

## 投球スタイル
ワインドアップのスリークォーターから、最速95.1mph（約153km/h）・平均92mph（148km/h）のフォーシームを中心に、平均82mph（約132km/h）のチェンジアップ、平均82mph（約132km/h）のスライダー、平均77mph（約124km/h）のスラーブを使用する。
メジャー昇格前2年間（2014年、2015年）の奪三振率は13.26とドクターKぶりを誇った。

## 詳細情報

### 年度別投手成績
| 年 度    | 球 団    | 登 板 | 先 発 | 完 投 | 完 封 | 無 四 球 | 勝 利 | 敗 戦 | セ 丨 ブ | ホ 丨 ル ド | 勝 率 | 打 者 | 投 球 回 | 被 安 打 | 被 本 塁 打 | 与 四 球 | 敬 遠 | 与 死 球 | 奪 三 振 | 暴 投 | ボ 丨 ク | 失 点 | 自 責 点 | 防 御 率 | W H I P |
| -------- | -------- | ----- | ----- | ----- | ----- | -------- | ----- | ----- | -------- | ----------- | ----- | ----- | -------- | -------- | ----------- | -------- | ----- | -------- | -------- | ----- | -------- | ----- | -------- | -------- | ------- |
| 2016     | LAD      | 4     | 4     | 0     | 0     | 0        | 2     | 0     | 0        | 0           | 1.000 | 80    | 17.0     | 19       | 5           | 7        | 1     | 3        | 15       | 0     | 0        | 19    | 17       | 6.35     | 1.53    |
| 2017     | TB       | 1     | 0     | 0     | 0     | 0        | 1     | 0     | 0        | 0           | 1.000 | 15    | 2.2      | 4        | 1           | 3        | 0     | 0        | 2        | 2     | 0        | 3     | 3        | 10.13    | 2.63    |
| 2019     | TB       | 3     | 0     | 0     | 0     | 0        | 1     | 0     | 0        | 0           | 1.000 | 21    | 4.0      | 3        | 0           | 3        | 1     | 2        | 7        | 1     | 0        | 2     | 1        | 2.25     | 1.50    |
| 2020     | CIN      | 5     | 0     | 0     | 0     | 0        | 0     | 0     | 0        | 0           | ----  | 35    | 6.0      | 6        | 1           | 11       | 2     | 0        | 10       | 0     | 0        | 12    | 12       | 18.00    | 2.83    |
| 2021     | CIN      | 9     | 2     | 0     | 0     | 0        | 0     | 1     | 0        | 0           | .000  | 91    | 18.1     | 22       | 4           | 11       | 0     | 2        | 33       | 3     | 0        | 17    | 17       | 8.35     | 1.80    |
| 2023     | MIN      | 12    | 1     | 0     | 0     | 0        | 0     | 1     | 0        | 0           | .000  | 70    | 17.1     | 16       | 2           | 5        | 0     | 1        | 17       | 0     | 0        | 10    | 9        | 4.67     | 1.21    |
| MLB：6年 | MLB：6年 | 34    | 7     | 0     | 0     | 0        | 4     | 2     | 0        | 0           | .667  | 312   | 65.1     | 70       | 13          | 40       | 4     | 8        | 84       | 6     | 0        | 61    | 54       | 7.44     | 1.68    |

- 2024年度シーズン終了時

### WBCでの投手成績
| 年 度 | 代 表        | 登 板 | 先 発 | 勝 利 | 敗 戦 | セ ｜ ブ | 打 者 | 投 球 回 | 被 安 打 | 被 本 塁 打 | 与 四 球 | 敬 遠 | 与 死 球 | 奪 三 振 | 暴 投 | ボ ｜ ク | 失 点 | 自 責 点 | 防 御 率 |
| ----- | ------------ | ----- | ----- | ----- | ----- | -------- | ----- | -------- | -------- | ----------- | -------- | ----- | -------- | -------- | ----- | -------- | ----- | -------- | -------- |
| 2017  | プエルトリコ | 1     | 1     | 1     | 0     | 0        | 11    | 2.2      | 3        | 0           | 1        | 0     | 0        | 5        | 0     | 0        | 0     | 0        | 0.00     |
| 2023  | プエルトリコ | 1     | 1     | 1     | 0     | 0        | 17    | 5.2      | 0        | 0           | 0        | 0     | 0        | 10       | 0     | 0        | 0     | 0        | 0.00     |

- 太字は大会最高

### 年度別守備成績
| 年 度 | 球 団 | 投手（P） | 投手（P） | 投手（P） | 投手（P） | 投手（P） | 投手（P） |
| 年 度 | 球 団 | 試 合     | 刺 殺     | 補 殺     | 失 策     | 併 殺     | 守 備 率  |
| ----- | ----- | --------- | --------- | --------- | --------- | --------- | --------- |
| 2016  | LAD   | 4         | 2         | 4         | 1         | 0         | .857      |
| 2017  | TB    | 1         | 1         | 0         | 0         | 0         | 1.000     |
| 2019  | TB    | 3         | 0         | 0         | 0         | 0         | ----      |
| 2020  | CIN   | 5         | 1         | 0         | 0         | 0         | 1.000     |
| 2021  | CIN   | 9         | 1         | 2         | 0         | 0         | 1.000     |
| 2023  | MIN   | 12        | 0         | 1         | 0         | 1         | 1.000     |
| MLB   | MLB   | 34        | 5         | 7         | 1         | 0         | .923      |

- 2024年度シーズン終了時

### 背番号
- 87（2016年 - 2017年、2019年 - 2021年、2023年）

### 代表歴
- 2017 ワールド・ベースボール・クラシック・プエルトリコ代表
- 2023 ワールド・ベースボール・クラシック・プエルトリコ代表